# Summerton
Summerton és una població dels Estats Units a l'estat de Carolina del Sud. Segons el cens del 2000 tenia 1.061 habitants.

## Demografia
Segons el cens del 2000, Summerton tenia 1.061 habitants, 452 habitatges i 285 famílies. La densitat de població era de 356,2 habitants/km².
Dels 452 habitatges en un 25,7% hi vivien nens de menys de 18 anys, en un 36,5% hi vivien parelles casades, en un 24,1% dones solteres, i en un 36,9% no eren unitats familiars. En el 34,1% dels habitatges hi vivien persones soles el 14,8% de les quals corresponia a persones de 65 anys o més que vivien soles. El nombre mitjà de persones vivint en cada habitatge era de 2,34 i el nombre mitjà de persones que vivien en cada família era de 3.
Per edats la població es repartia de la següent manera: un 24,1% tenia menys de 18 anys, un 10% entre 18 i 24, un 22,8% entre 25 i 44, un 25,5% de 45 a 60 i un 17,5% 65 anys o més.
L'edat mediana era de 40 anys. Per cada 100 dones de 18 o més anys hi havia 73,5 homes.
La renda mediana per habitatge era de 21.563 $ i la renda mediana per família de 34.038 $. Els homes tenien una renda mediana de 34.500 $ mentre que les dones 18.906 $. La renda per capita de la població era de 13.284 $. Entorn del 18,4% de les famílies i el 25,7% de la població estaven per davall del llindar de pobresa.

## Poblacions més properes
El següent diagrama mostra les poblacions més properes.